# 比熊犬
比熊犬（法語：Bichon Frisé，意指「白色捲毛的玩賞用小狗」）是一種小型犬品種。外表類似於馬爾濟斯。牠們鮮少自然脫毛，因此毛髮需要整理。顏色一般是白色。

## 词源
“bichon”（长毛的狗）一词来源于中古法语，本词是古法语中“biche”（母狗）的昵称，与古诺尔斯语中的“bikkja”（母狗）和德语中的“Betze”（母狗）有关。另一种观点认为出现“bichon ”一词的原因是非重读字首的省略或“barbichon”（小狮子狗）一词省略，但这种观点成立的可能性不大，因为若此观点成立，“bichon”（已证实最早于1588年出现）一词将应比“barbichon ”（已证实最早于1694年出现）一词出现的晚。

## 历史
“比熊”被分为四种不同的类型：馬爾濟斯、波伦亚犬、哈威那犬、特内里费犬。上述四类均原产于地中海地区。由于此类犬的活跃性格，比熊常随同人类四处移动，海员也常以此进行交易活动，此举促进了比熊更广阔的传播。一般认为，西班牙海员将本犬的繁殖技术引进到加那利群岛的特内里费。14世纪，意大利的船员在航海中再次发现了小的比熊，一般认为他们将其带回大陆，随后成为意大利贵族中很受欢迎的一种犬类。在宫廷院中饲养的比熊常被修剪成狮子风格，外形类似今天的葡萄牙水犬。

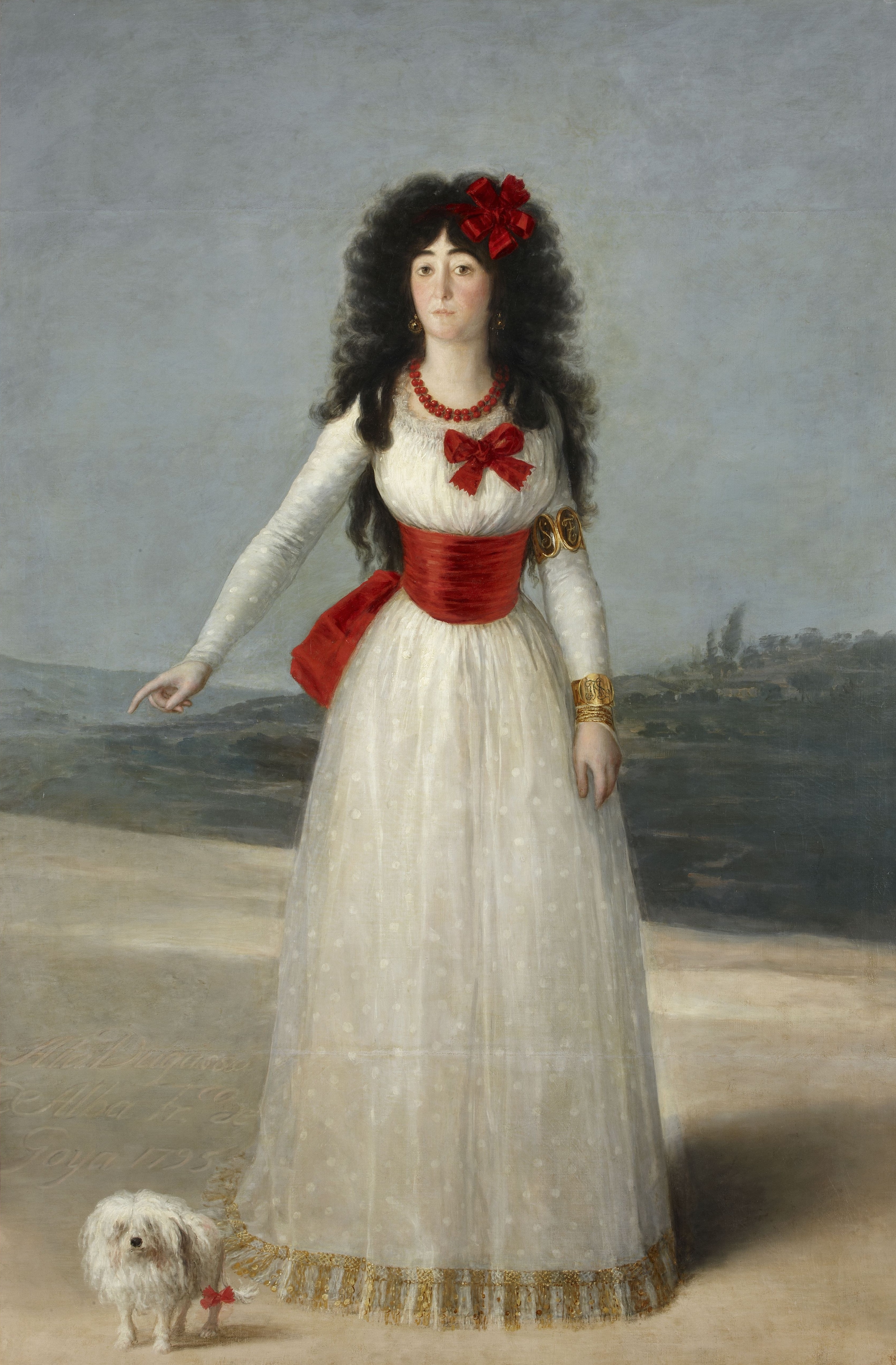
《白色的公爵夫人》，由畫家弗朗西斯科·戈雅1795年繪製，以瑪麗亞·卡耶塔娜·德席爾瓦和她的比熊犬為主題

比熊在文艺复兴时期法国的法蘭索瓦一世（1515–47）在位时受到欢迎，在亨利三世（1574–89）在位时期宫廷中饲养数量急速上升。在西班牙，比熊也深受欢迎，西班牙非王储的亲王将它作为最喜爱的动物，西班牙学校的美术生也常在他们的作品中涉及比熊。例如，浪漫主义画派画家弗朗西斯科·戈雅就在他的多幅作品中画了比熊。

## 外部連結
- Bichon Frise Club of America （页面存档备份，存于）
- Immune Mediated Hemolytic Anemia
- Canine Ideopathic Thrombocytopenia
- Dog Allergy and how to diagnose